# Municipio de Buckeye (condado de Ottawa)
El municipio de Buckeye (en inglés: Buckeye Township) es un municipio ubicado en el condado de Ottawa en el estado estadounidense de Kansas. En el año 2010 tenía una población de 112 habitantes y una densidad poblacional de 1,44 personas por km².

## Geografía
El municipio de Buckeye se encuentra ubicado en las coordenadas 39°0′9″N 97°32′1″O / 39.00250, -97.53361. Según la Oficina del Censo de los Estados Unidos, el municipio tiene una superficie total de 77.91 km², de la cual 77,76 km² corresponden a tierra firme y (0,18 %) 0,14 km² es agua.

## Demografía
Según el censo de 2010, había 112 personas residiendo en el municipio de Buckeye. La densidad de población era de 1,44 hab./km². De los 112 habitantes, el municipio de Buckeye estaba compuesto por el 95,54 % blancos, el 1,79 % eran afroamericanos, el 0,89 % eran asiáticos y el 1,79 % eran de una mezcla de razas. Del total de la población el 0 % eran hispanos o latinos de cualquier raza.